# مولي كوول
مولي كوول هي متسابقة يخت كندية، ولدت في 23 فبراير 1916 في ألما في كندا، وتوفيت في 25 فبراير 2009 في بانجور في الولايات المتحدة.